# Управління процесом
Управлі́ння проце́сом — це сукупність заходів з планування та моніторингу виконання процесу. Термін часто використовують описуючи управління бізнесовими та виробничими процесами.
Управління процесом це застосування знань, навичок, інструментів, технік та систем для визначення, візуалізації, вимірювання, контролювання, звітування та покращення процесу згідно з цілями, які формулює замовник.
В управлінні проектами, управління процесами — це використання повторюваних процесів для покращення результату проекту.
Стандарт ISO 9001 пропагує для управління організацією підхід базований на процесах.